# 栋川镇
栋川镇，是中华人民共和国云南省楚雄彝族自治州姚安县下辖的一个乡镇级行政单位。

## 行政区划
栋川镇下辖以下地区：
西街社区、东街社区、南街社区、北街社区、长寿村、地角村、龙岗村、竹园村、马草地村、启明村、徐官坝村、仁和村、清河村、蜻蛉村、蛉丰村、大龙口村、白龙寺村、海子心村、郭家凹村、包粮屯村和海埂屯村。